# Вергини, Сантьяго
Сантьяго Вергини (исп. Santiago Vergini; родился 3 августа 1988 года в Росарио) — аргентинский футболист, защитник.

## Клубная карьера
Вергини — воспитанник футбольной академии клуба «Велес Сарсфилд». В 2009 году он перешёл в парагвайскую «Олимпию». Из-за высокой конкуренции в 2010 году на правах аренды Сантьяго перешёл в итальянскую «Верону». 17 октября в матче против «Алессандрии» он дебютировал во втором итальянском дивизионе. 31 октября в поединке против «Бассано Виртус» он забил свой первый гол за «Верону». В 2011 году Вергини вернулся на родину заключив контракт с «Ньюэллс Олд Бойз». 2 сентября в матче против «Колона» он дебютировал в аргентинской Примере. 30 октября в поединке против «Олимпо» Сантьяго забил свой первый гол за новый клуб, реализовав пенальти. В 2013 году он помог команде Торнео Финаль.
В том же году Вергини перешёл в «Эстудиантес». 8 августа в матче против «Олл Бойз» он дебютировал за новый клуб. 16 ноября в поединке против «Годой-Крус» Вергини забил первый гол. В начале 2014 года на правах аренды Сантьяго перешёл в английский «Сандерленд». 8 февраля в матче против «Халл Сити» он дебютировал в английской Премьер лиге, заменив Фабио Борини. По окончании срока аренды Сандерленд выкупил трансфер Сантьяго.
Летом 2015 года Вергини на правах аренды перешёл в испанский «Хетафе». 22 августа в матче против «Эспаньола» он дебютировал в Ла Лиге. По окончании аренды Сантьяго перешёл в «Бока Хуниорс». 29 августа в матче против «Лануса» он дебютировал за новую команду. В 2017 году Виргини помог клубу выиграть чемпионат.
Летом 2018 года Сантьяго на правах свободного агента перешёл в турецкий «Бурсаспор».

## Международная карьера
20 сентября 2012 году в товарищеском матче против сборной Бразилии Сантьяго дебютировал за сборную Аргентины, заменив Лисандро Лопеса.

## Достижения
Командные
 «Ньюэллс Олд Бойз»
- Чемпион Аргентины — Торнео Финаль 2013

 «Бока Хуниорс»
- Чемпионат Аргентины по футболу — 2016/17